# Marion Raven
Marion Elise Ravn (sinh ngày 25 tháng 5 năm 1984) tại Lørenskog, Na Uy là một nữ ca sĩ, nhạc sĩ người Na Uy và từng là thành viên nhóm nhạc M2M. Cô xuất thân là một diễn viên nhí sau đó Marion Raven cùng Marit Larsen từng chơi nhạc chung với tên nhóm M2M một nhóm nhạc rất nổi tiếng. Khi 9 tuổi, Marion Raven từng diễn trong vở nhạc kịch kinh điển Sound of Music tại Nhà hát kịch Na Uy. Cô cũng chọn ghi âm trong đĩa nhạc kịch thiếu nhi Vettene Vinner, năm 10 tuổi, cô đóng trong nhạc kịch Bugsy Malone và sau đó là The Wizard of Oz. Cùng Marit Larsen thành lập M2M, Marion đã nhanh chóng chiếm cảm tình của giới trẻ. Sau khi phát hành được hai album, hai người quyết định tách riêng. Marion có giọng tốt, hát khỏe, âm vực rộng, có thể chơi guita, cô cũng là ca sĩ có ngoại hình xinh đẹp. Sau khi tách riêng, cô theo đuổi sự nghiệp solo và có nhiều bài hát được yêu thích như Here I Am, Heads Will Roll, Set Me Free...